# Mefentermin
Mefentermin je srčani stimulans. On se ranije koristio kao komponenta Wyamine nazalni dekongestivnih inhalatora, i kao stimulans u psihijatriji.
On se koristi za tretiranje hipotenzije.